# Nannienus
Nannienus war ein spätantiker römischer Offizier im 4. Jahrhundert n. Chr.
Nannienus, der offenbar ein erfahrener Offizier war, diente im Jahr 370 als comes im nördlichen Gallien. Auch in den folgenden Jahren operierte er in diesem Raum. Für 378 wird berichtet, dass Nannienus unter Gratian bzw. Merobaudes General der römischen Truppen am Oberrhein war und gemeinsam mit Mallobaudes erfolgreich die Raubzüge der alamannischen Lentienser bekämpfte. Er wird mehrmals von Ammianus Marcellinus erwähnt. Möglicherweise bekleidete Nannienus zu diesem Zeitpunkt den Rang eines comes rei militaris oder eines comes utriusque Germaniae. Im Jahr 387 fungierte er jedenfalls als magister militum und sicherte im Auftrag des Magnus Maximus zusammen mit dem ansonsten nicht bekannten Quintinus (der vielleicht auch als magister militum fungierte, doch ist dies unklar) die Rheingrenze.
Im Jahr 388 durchbrach eine größere Anzahl Franken die römische Grenzverteidigung und drang auf linksrheinisches Gebiet vor. Die Anführer der Franken waren Marcomer, Sunno und Gennobaudes. Über diesen Raubzug und die folgenden Ereignisse berichtete der um 400 schreibende Sulpicius Alexander in seiner Historia, von der uns aber nur ein längeres Exzerpt im Geschichtswerk des im 6. Jahrhundert lebenden Gregor von Tours erhalten ist. Die Franken plünderten demnach die Region um Colonia Claudia Ara Agrippinensium (Köln) und zogen mit reicher Beute ab. Nannienus und Quintinus hatten jedoch in der Zwischenzeit in Augusta Treverorum (Trier) ihre Truppen gesammelt. Es gelang ihnen, einen Teil der Franken zu überraschen, Gennobaudes fiel wohl in den Kämpfen am Kohlenwald.
Die Lage am Rhein schien gesichert, dennoch plante Quintinus die Verfolgung der Franken. Nannienus hingegen riet zur Vorsicht und zog nach Mogontiacum (Mainz) ab, wo er vermutlich sein Hauptquartier hatte. Die folgenden Ereignisse sollten Nannienus recht geben, denn Quintinus und seine Truppen, die bei Novaesium (Neuss) den Rhein überschritten, wurden in eine Falle gelockt und erlitten eine schwere Niederlage. Nannienus verschwindet ebenfalls aus den Quellen, vermutlich wurde er durch Charietto und einen Syrus abgelöst, zumal 388 Magnus Maximus auch Theodosius I. unterlag und dieser womöglich einige Offiziere austauschte.